# Ульва (приток Уролки)
Ульва — река в России, протекает в основном в Соликамском районе Пермского края (верховья в Косинском районе). Устье реки находится в 57 км по левому берегу реки Уролка. Длина реки составляет 49 км. Ульва — крупнейший приток Уролки.
Исток реки на Верхнекамской возвышенности на водоразделе Уролки и Косы (рядом с Ульвой берёт начало река Вум) в 25 км к юго-востоку от села Коса. Река течёт на северо-восток по ненаселённому лесному массиву, собирая воду многочисленных небольших притоков. Впадает в Уролку у деревни Ульва, ширина реки у устья — около 15 метров.

## Притоки (км от устья)
- река Домашняя (лв)
- река Тетерья (лв)
- река Уграсимка (лв)
- река Кельдос (лв)
- река Седзъёль (лв)
- 26 км: река Гижга (лв)
- река Песчанка (пр)
- река Пыжмарка (пр)
- 30 км: река Дубровка (лв)
- река Синяшорка (лв)
- 35 км: река Сердишорка (лв)

## Данные водного реестра
По данным государственного водного реестра России относится к Камскому бассейновому округу, водохозяйственный участок реки — Кама от водомерного поста у села Бондюг до города Березники, речной подбассейн реки — бассейны притоков Камы до впадения Белой. Речной бассейн реки — Кама.
По данным геоинформационной системы водохозяйственного районирования территории РФ, подготовленной Федеральным агентством водных ресурсов:
- Код водного объекта в государственном водном реестре — 10010100212111100003955
- Код по гидрологической изученности (ГИ) — 111100395
- Код бассейна — 10.01.01.002
- Номер тома по ГИ — 11
- Выпуск по ГИ — 1